# Liste der Kulturdenkmäler in Hasselbach (Westerwald)
In der Liste der Kulturdenkmäler in Hasselbach sind alle Kulturdenkmäler der rheinland-pfälzischen Gemeinde Hasselbach aufgelistet. Grundlage ist die Denkmalliste des Landes Rheinland-Pfalz (Stand: 4. Mai 2023).

## Einzeldenkmäler
| Bezeichnung | Lage                              | Baujahr         | Beschreibung                                                                          | Bild            |
| ----------- | --------------------------------- | --------------- | ------------------------------------------------------------------------------------- | --------------- |
| Wohnhaus    | Hauptstraße 27 Lage               | 18. Jahrhundert | zweizoniger Fachwerk-Wohnteil einer Hofanlage, 18. Jahrhundert                        | BW              |
| Wohnhaus    | Hauptstraße 37 Lage               | 18. Jahrhundert | Fachwerkhaus, teilweise massiv, 18. Jahrhundert                                       | BW              |
| Meilenstein | südlich des Ortes an der B 8 Lage | um 1820         | preußischer Halbmeilenstein (Strecken km 8,860), kleiner zylindrischer Stein, um 1820 | Fotos hochladen |

## Ehemalige Kulturdenkmäler
| Bezeichnung | Lage                 | Baujahr                   | Beschreibung | Bild |
| ----------- | -------------------- | ------------------------- | --- | ---- |
| Wohnhaus    | Kölner Straße 6 Lage | Ende des 19. Jahrhunderts | Wohnhaus einer Hofanlage; Fachwerkbau, teilweise massiv und verschiefert, Ende des 19. Jahrhunderts; abgebrochen und aus Denkmalliste gelöscht | BW   |